# 复旦经世书局
复旦经世书局是位於中華人民共和國上海市楊浦區復旦大學附近的一個書店，由复旦大学出版社開設於1993年。書店最初位於国权路579号，且书店名為为普雷斯，名字出自出版社英文press的音译。1996年，在南怀瑾的建議下，書店更名為经世书局，意為經世致用。2007年至2013年，经世书局零售额从428万元下降至320万元。而此時復旦大學周圍的書店陸續關閉，经世书局成為僅存的國營書店。2015年底，经世书局重新装修。2019年，書店搬遷至国年路286号，並於2020年6月18日重新營業。新址一楼為售卖图书處以及仓库，二楼為售卖休闲、文创產品處。此外二樓還有提供会展、读书会等活動以及休息喝咖啡的區域。